# Jay Sean
Pour les articles homonymes, voir Singh.
Kamaljit Singh Jhooti, mieux connu sous le nom de scène Jay Sean , né le 26 mars 1981 à Southall, Londres,,, est un auteur-compositeur-interprète britannique natif de West London. Il est surtout connu pour ses succès Stolen, Eyes On You, Ride It, Down, 2012 et Tonight. Il a lancé quatre albums musicaux, Me Against Myself (2004), My Own Way, All Or Nothing et Neon.

## Biographie

### Jeunesse
Il démontre assez tôt un talent pour la musique en formant, avec son cousin et à l'âge de 11 ans, un duo de hip-hop nommé Compulsive Disorder. Il s'y produit sous le pseudonyme MC Nicky J. Il est indien sikh.
Il fréquente les écoles Sandringham Primary School, Forest Gate Community School (en) et Sir George Monoux College (en). Il étudie par la suite la médecine à la Barts and The London School of Medicine and Dentistry (en) avant d'abandonner pour poursuivre sa carrière musicale.
Il signe avec la compagnie Virgin Records après que le producteur Rishi Rich (en) a mis la main sur sa chanson One Minute.

### Carrière

#### 2003-2006:Me Against Myself
En 2003, il obtient son premier succès commercial avec la chanson Dance with You (Nachna Tere Naal) (en). La chanson, produite en collaboration avec Rishi Rich et Juggy D (en), s'est classée 5 semaines dans le top 75 au Royaume-Uni, atteignant la 12e place durant une semaine.
Signant une entente d'un million de livres sterling avec Virgin Records, il sort un deuxième single, Eyes on You (en), en 2004. Cette même année, la chanson atteindra, au Royaume-Uni, la 6e position du top 75 pour une semaine. Elle apparaîtra également au top 40 allemand jusqu'en novembre 2005.
Il enregistre un vidéo clip de la chanson Me Against Myself qui sera diffusé sur Internet.
Toujours en 2004, il sort son troisième single, Stolen (en), qui atteindra la 4e position au top 75. Le vidéoclip de la chanson met en scène l'actrice Bipasha Basu.
Il lance Me Against Myself, un premier album acclamé par la critique,. L'album devient un succès commercial dépassant les frontières du Royaume-Uni. En Inde, il est vendu à environ 2 millions d'exemplaires.
Il apparaît brièvement dans le film bollywoodien Kyaa Kool Hai Hum (en) (2005), joignant la chanson Dil Mera (Mon cœur) à la bande sonore ainsi qu'un vidéoclip.
En février 2006, son deuxième album retardé à plusieurs reprises, il décide de quitter Virgin Records[réf. souhaitée].

#### 2007-2008:My Own Way
Jay Sean effectue un retour à la fin de 2007 avec un nouveau single, Ride It, premier extrait de son deuxième album My Own Way (en). C'est le premier album lancé conjointement par le propre label de Sean, Jayded, et 2Point9 Records. Le vidéoclip de Ride It met en scène Jay Sean avec un nouveau style.
Il écrit la chanson Deal With It (en) pour son album, mais décide de la donner à Corbin Bleu, un artiste employé par Disney Channel qui fait une apparition dans le film High School Musical. Joué quelque 120 000 fois dans les radios américaines, cette chanson a remporté le BMI Songwriter Awards.
L'album My Own Way entre en sixième position sur le palmarès britannique. 5 extraits de l'album se retrouveront dans le top 20 (Dance With You, Eyes On You, Stolen, Ride It et Maybe). Jay Sean sera nommé à deux reprises aux MOBO Awards.
Touch Magazine (en) le décrit comme étant « la réponse britannique à Ne-Yo » (« the U.K.’s answer to Ne-Yo ») alors que The Independent le qualifie de « an urban legend in the making ».
En août 2008, à Londres, il coanime durant une semaine une émission radiophonique matinale de la station Choice FM. Il y produit des chansons qui n'ont pas été radiodiffusées. Il laisse les auditeurs décider du titre de l'une d'elles, qui sera nommée Tonight (en). Elle sera ajoutée dans l'album My Own Way: Deluxe Edition.

#### 2009 - 2010:All or Nothing
Le 15 octobre 2008, durant les MOBO Awards, Sean annonce qu'il a signé avec la compagnie Cash Money Records, faisant de lui le premier chanteur britannique d'origine indienne à signer avec un label américain. Son premier single américain est Down. Le 17 juin 2009, la chanson atteint la première position sur les radios américaines, battant des artistes tel Sean Paul. Down s'est classé numéro 1 du hit parade américain durant une semaine.
Lors des Asian Music Awards 2009 au Royaume-Uni, Jay Sean gagne trois prix dans les catégories « Best Male », « Best Urban Act » et « Best Album » pour My Own Way.
Lors de sa première entrevue en Amérique avec MTV IGGY, il annonce qu'il enregistre cinq nouvelles chansons pour le lancement de la version américaine de My Own Way. Il parle également d'une collaboration avec Akon lors de la cérémonie des Grammy Awards 2009, en plus d'enregistrer une chanson avec Nadine Coyle.
Jay Sean apparaît également dans une chanson intitulée Written On Her (en) aux côtés de Birdman. Cette chanson fut jouée lors d'une entrevue sur la Westwood Radio 1 avec Birdman et Jay Sean.
Jay Sean a également collaboré sur le single de Skepta Lush, lancé le 10 juin 2009 sur iTunes.
Il se fait entendre aux côtés de Lil' Jon et Sean Paul sur le titre 'Do You Remember' qui aura été l'un des sons de l'été 2010.
Il a également composé la musique "Fade Away" où il chante un couplet en hindi.
Il figure aussi sur le single "I made It"(CASH MONEY HEROES) de Kevin Rudolf en featuring avec Birdman, Lil Wayne.

#### 2010 à 2013:The Mistress-Neon
En août 2010, Jay Sean effectue un come-back avec "2012" en featuring avec la rappeuse de Young Money, Nicki Minaj. Le morceau remporte un vif succès au Royaume-Uni, mais aux États-Unis et ailleurs, ce n'est pas le même succès que ses singles précédents.
En février 2011, il se fait entendre aux côtés de Lil' Wayne sur le morceau Hit the lights, qui est le second extrait de "Freeze Time", son 4e album qui sortira courant 2012. La chanson se place à la 2e position du Top des ventes de single aux États-Unis, juste derrière "Born this way" de Lady Gaga. Mais elle n'y restera que quelques jours et va très vite quitter le Top 100. On l'entend également sur le nouveau single d'Alesha Dixon : "Every little part of me". Le troisième single est "Like this, like that", un duo avec Birdman.
Le 7 septembre 2011, afin de faire patienter ses fans pour l'album, Jay Sean sort une mixtape, "The Mistress", téléchargeable gratuitement dans le monde entier. Le clip de "Where do we go" est tourné.
En 2012, il sort le single I'm All Yours en collaboration avec le rappeur américain Pitbull et un autre  single Sex 101 en collaboration avec le rappeur américain Tyga
En mars 2013, il sort "Where you are", le premier single officiel de "Neon". En juillet, il sort le deuxième single de l'album: "Mars" en collaboration avec Rick Ross. Le 30 juillet 2013, sort son 4e album solo "Neon", avec les participations de ces camarades de label: Ace Hood sur "All on Your Body" et Busta Rhymes sur "Break of Dawn". Pour cet album il a travaillé avec les producteurs Supa Dups, OFM et Brian Kennedy.

## Discographie

### Invité
- Kyaa Kool Hai Hum (2005)
- Zee Cine Awards 2008